# Independent Subway System

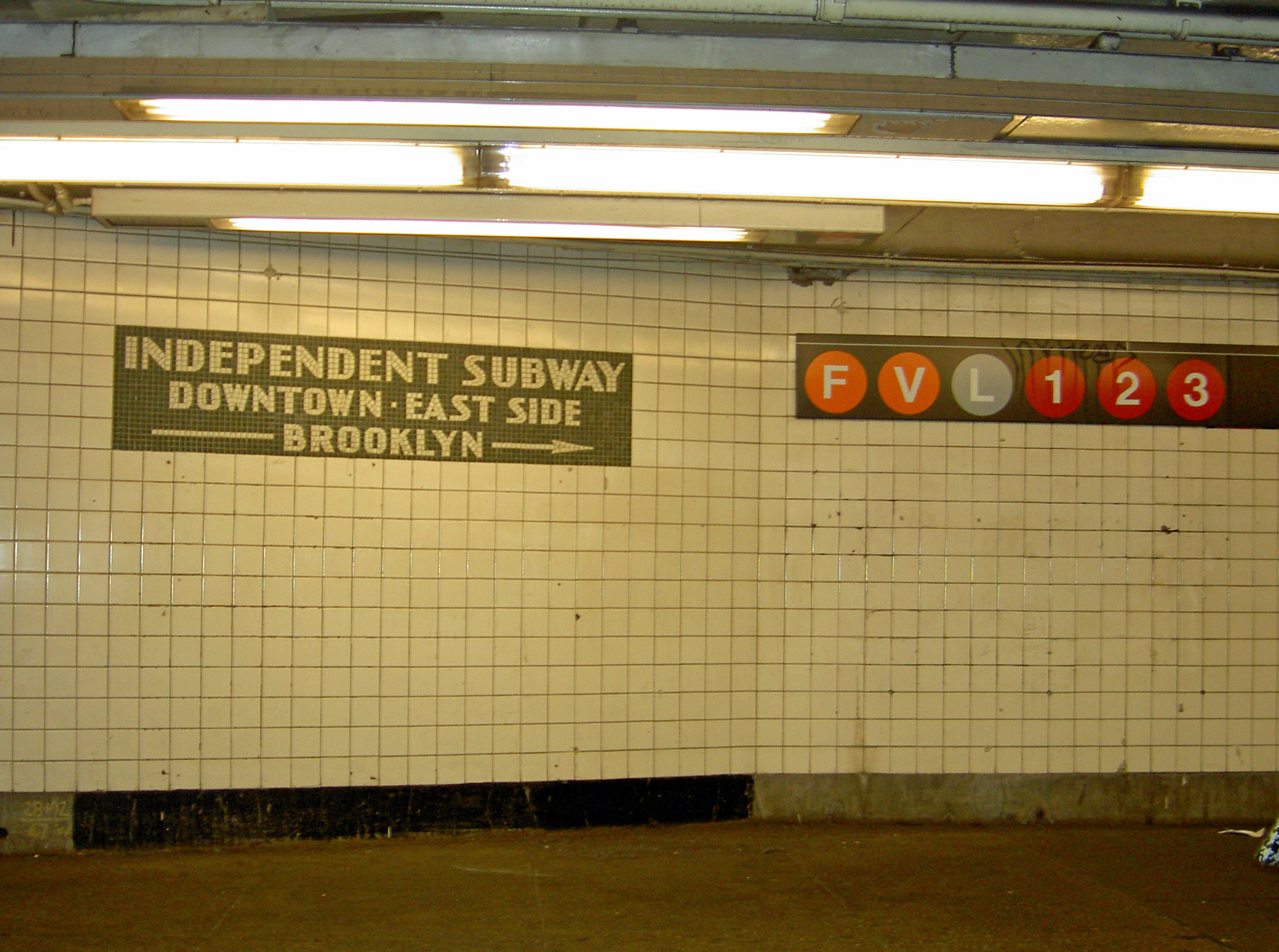
Sinalização da "14th Street Station"

Independent Subway System (IND ou ISS) é uma empresa de transporte urbano norte-americana, com sede em Nova Iorque, conhecida também como "Independent City–Owned Subway System" (ICOS) ou "Independent City–Owned Rapid Transit Railroad". 
Ela é uma companhia de capital público fundada em 1932.
A partir de 1940, após a fusão com a Interborough Rapid Transit Company (IRT) e de Brooklyn-Manhattan Transit Corporation (BMT) passaram a operar o Metrô de Nova Iorque.